# Wang Shuming
Wang Shuming (Zhucheng, 10 de Novembro de 1905 - 28 de Outubro de 1998; Taipei) foi um militar da Força Aérea da República da China (Taiwan), tendo alcançado o posto de coronel-general, embaixador, e conselheiro militar. Ele nasceu na cidade de Xiangzhou, Zhucheng, em Shandong, China.

## Biografia
Em 1924, Wang foi admitido na Academia Militar da República da China, tendo depois prosseguido para uma escola de aviação em Dezembro. Participou em batalhas contra Yang Xiwen e Liu Zhenhuan, em Junho de 1925. Em Setembro de 1925, Wang entrou na Escola de Pilotagem de Caças de Lipetsk, na União Soviética, tendo-se graduado em 1931. Durante os seus estudos na União Soviética, Wang juntou-se ao Partido Comunista Chinês, embora tenha cortado relações com o partido depois de regressar à China. Depois de se graduar, tornou-se num instrutor de voo na Escola de Aviação Central. Wang depois serviu como oficial na força aérea e tornou-se director de várias escolas de aviação. Ele participou na Quarta Campanha de Cerco contra o Soviet de Jiangxi, expandido o Governo Popular de Fujian, na Batalha no Norte de Burma e Yunnan Ocidental, na Batalha de Hubei Ocidental e na Batalha de Henan Ocidental e Norte de Hubei, juntamente com o seu grupo.
Durante a Segunda Guerra Civil Chinesa, Wang conduziu vários ataques aéreos contra milícias comunistas no norte de Shaanxi. Sob o seu comando a Força Aérea ajudou a capturar a maior cidade controlada pelos comunistas, a cidade de Zhangjiakou. Depois disto, foi condecorado com a Medalha Presidencial da Liberdade, dos Estados Unidos. Em 1946, foi promovido a Vice-comandante da Força Aérea e a Major-general. Em 1951, é novamente promovido para Tenente-general. Em Março de 1952, Wang tornou-se no comandante-em-chefe da Força aérea e foi promovido a general. Depois de cumprir o seu serviço como general, foi nomeado para um cargo de comando e chefia no Ministério da Defesa Nacional.
Em Fevereiro de 1962, Wang foi enviado para os Estados Unidos para servir como o representante da República da China no Conselho de Segurança das Nações Unidas. Em Maio de 1972, Wang foi substituído por Chen Jiashang, iniciando um serviço como embaixador na Jordânia até maio de 1975. Depois de se mudar de volta para Taiwan, serviu como um conselheiros do Presidente, tendo falecido em Taipei, no dia 28 de Outubro de 1998.